# آسچگول
آسچگول (به لاتین: Aschegul) یک منطقهٔ مسکونی در روسیه است که در سرزمین آلتای واقع شده‌است.